# درويش محمد باشا المورلي
درويش محمد باشا المورلي (بالتركية: Yağlıkçızade Derviş Mehmed Paşa)‏ كان الصدر الأعظم للدولة العثمانية في الفترة ما بين 7 يوليو 1775 حتى 5 يناير 1777.